# Théâtre Barnabé
Le Café-théâtre Barnabé, également appelé théâtre de Servion, est une salle de spectacle situé dans le village vaudois de Servion, en Suisse.

## Histoire
Le bâtiment originel a été construit en 1740 pour accueillir l'auberge communale de Servion. Il a été acheté en 1865 par la famille Pasche pour y installer un restaurant et une exploitation agricole. En 1920, le propriétaire aménage une grange attenante comme salle de spectacles utilisée par la commune pour les soirées des sociétés locales ainsi que comme cinéma ambulant. En 1965, Jean-Claude Pasche, petit-fils du créateur de la salle, rouvre celle-ci pour y organiser une fête annuelle.  
La première édition de la revue de Servion est organisée sur place par Jean-Claude Pasche en 1968 en collaboration avec Jacques Béranger, ancien directeur du Théâtre municipal de Lausanne elle connaît un début difficile avec seulement 600 spectateurs, mais trouve rapidement son rythme de croisière. Devant le succès, une nouvelle salle de 500 places est construite en 1980 ; incendiée en partie, elle est reconstruite en 1994 et devient le plus grand Café-théâtre de Suisse.
La salle est équipée en 1998 d'un orgue qui est le plus grand orgue de cinéma théâtre d’Europe et le plus grand orgue symphonique de Suisse avec 150 jeux. L'instrument, qui appartenait originellement au cinéma Apollo de Zurich, a été baptisé « Barnabé » lors de son installation ; par la suite, ce nom a été donné à la salle de spectacle ainsi qu'a son propriétaire et directeur Jean-Claude Pasche.
En 2005, la Fondation Barnabé est créée et devient par la suite propriétaire du Café-théâtre et du bâtiment abritant le restaurant "La Croix Blanche" et la salle de spectacle de 150 places "La Grange à Pont".
En 2018, Noam Perakis, co-directeur de la Compagnie Broadway, prend la tête du théâtre, donnant une direction de programmation axée essentiellement sur le théâtre musical pour en faire LE théâtre de la comédie musicale en Suisse romande.

## Un théâtre de création
Le théâtre Barnabé a été construit dans l’optique de créer des productions de A à Z. Le bâtiment dispose de différents lieux destinés à la création : Une salle de répétition / un atelier de construction de décors ainsi qu’un stock d’accessoires et de décors / un atelier de couture ainsi qu’un stock d’environ 7000 costumes / un grand plateau de 10m x 8m avec une hauteur de 5m au cadre et 12m au cintres permettant d’échapper complètement les décors / de grandes loges confortables.
Connu pour sa Revue fastueuse qui a duré plus de 50 ans sous l'ère de Jean-Claude Pasche, la programmation du théâtre Barnabé a pris un virage et se présente maintenant comme le théâtre de la comédie musicale. Travaillant main dans la main depuis 2004 avec la Compagnie Broadway dont il produit les spectacles, il est devenu le spécialiste de cet art en Suisse romande et présente des comédies musicales professionnelles de grande envergure chaque saison.